# Трамонти-ди-Сотто
Трамонти-ди-Сотто (итал. Tramonti di Sotto) — коммуна в Италии, располагается в регионе Фриули-Венеция-Джулия, в провинции Порденоне.
Население составляет 456 человек (2008 г.), плотность населения составляет 5 чел./км². Занимает площадь 85 км². Почтовый индекс — 33090. Телефонный код — 0427.
В коммуне 15 августа особо празднуется Успение Пресвятой Богородицы.

## Демография
Динамика населения:

## Администрация коммуны
- Официальный сайт: